# Verőce (Pest)
Verőce est un village et une commune du comitat de Pest en Hongrie.